# Броктон (Њујорк)
Броктон (енгл. Brocton) град је у америчкој савезној држави Њујорк.

## Демографија
По попису из 2010. године број становника је 1.486, што је 61 (-3,9%) становника мање него 2000. године.
| Група             | 2000.         | 2010.         |
| Белци             | 1.468 (94,9%) | 1.379 (92,8%) |
| Афроамериканци    | 10 (0,6%)     | 3 (0,2%)      |
| Азијати           | 0 (0,0%)      | 3 (0,2%)      |
| Хиспаноамериканци | 30 (1,9%)     | 71 (4,8%)     |
| Укупно            | 1.547         | 1.486         |